# 잃어버린 지평선
《잃어버린 지평선》(Lost Horizon)은 1933년 발행된 영국의 소설가 제임스 힐튼이 쓴 소설이다. 샹그릴라(Shangri-La)의 원전(origin)으로 유명하다. 소설 속에서 샹그릴라는 티베트의 산맥속에 있는 라마교 사원 공동체로 신비스런 가공의 유토피아로 그려졌다.

## 개요
주인공 휴 콘웨이(Hugh Conway)는 영국의 베테랑 외교관의 신분으로 인간의 나이라고는 잊고 사는 사람들의 공동체에서 내적인 평화와 사랑과 샹그릴라의 목적 그 자체를 발견한다. 책 속에는 당시의 정세를 서술하는 가운데 또다른 파국적 전쟁(제2차 세계대전)의 불길한 전조를 암시하고 있는 바, 이것은 그대로 현실화하였다. 내셔널 지오그래픽(National Geographic) 지의 탐험가인 생물학자 조셉 록(Joseph Rock)이 쓴 티베트 국경지방 여행기가 최소한 부분적으로라도 책에 영향을 미친 것으로 알려졌다. 록이 방문한 마을들은 저자가 묘사한 샹그릴라와 많은 점에서 유사하다. 그 중 한 곳인 중띠엔(Zhongdian)은 (바로 그 때문에) 공식적으로 샹그릴라로 명칭이 바뀌었다.

## 요약
11개의 장(章)으로 이루어진 본문, 그리고 이것의 경위를 설명하는 프롤로그와 에필로그로 구성되어 있다. 프롤로그와 에필로그의 나레이터는 주인공의 친구이자 소설가인 러더포드(Rutherford)가 맡았다.
Cigars had burned low, and we were beginning to ~ 로 시작하는 첫 장면, 러더포드가 베를린의 템플호프(Tempelhof)에서 오랜만에 옛친구들과 만나 저녁식사를 하는 자리다. 이런 저런 이야기 도중에 대학시절 모두의 관심과 부러움의 대상이었던 콘웨이(Conway)가 잠깐 화제가 되었다. 모임이 끝난 후, 밤이 깊었을 때, 러더포드는 행방불명이 된 것으로 알려진 콘웨이에 대한 놀라운 소식을 다른 친구에게 말해 준다.
콘웨이는 1931년 5월 인도의 바스쿨(Baskul)지방에서 폭동이 일어나자 현지 영사(consul)로서 자국민들을 파키스탄 Peshawar로 피난시키는 임무를 맡았다. 일을 마무리하고 그 자신도 다른 일행과 비행기에 올랐지만 그들이 탄 비행기가 엉뚱한 조종사에 의해 계획과는 전혀 다른 목적지를 향하여 날고 있음을 알게 된다. 납치극이라고 생각했던 그 일이 착륙도중에 조종사가 죽음으로 인해 종잡을 수 없게 되었지만, 히말라야를 넘어 어딘가의 장소에서 꼼짝없이 조난당하게 된 그들 앞에 한 떼의 사람들이 나타났다. 그 우두머리인 장(Chang)이라는 사람은 놀랍게도 영어와 영국식 예법을 완벽하게 구사하였다. 이로써 그와 다른 3명의 일행은 외부세계에 전혀 알려지지 않고, 지도에도 나와 있지 않은 샹그릴라라고 하는 신천지에 초대되었다. 이하 생략.

## 영향
1933년에 출간된 이 책은 1934년 (동일한 저자의 책인) 《굿바이 미스터 칩스》가 출판된 직후 사람들의 관심을 끌었다. 나아가 페이퍼백 형식으로 출간된 포켓 북(Pocket Book) 시리즈로 엄청난 성공을 거두게 된다. 프랭클린 D. 루스벨트(Franklin D. Roosevelt)미국 대통령은 메릴랜드주(Maryland)에 있는 대통령 휴양지를 샹그릴라로 명명할 정도였다. 훗날 캠프 데이비드(Camp David)라는 이름으로 바뀌었다. 샹그릴라라는 이름은 무릉도원과 비슷한 의미를 지니는 보통명사가 되었으며 호텔의 상호에 쓰인 예도 있다(샹그릴라 호텔).

## 영화
두 차례 영화화되었다.

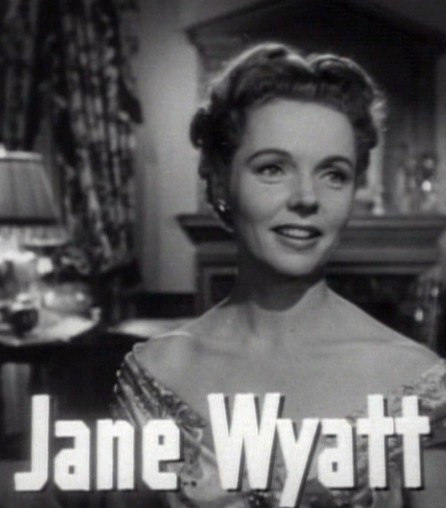
제인 와이어트

- Lost Horizon (1937년), 프랑크 카프라(Frank Capra) 감독, 콜롬비아 영화사, 주연은 로널드 콜만(Ronald Colman), 제인 와이어트(Jane Wyatt).

여주인공인 제인 와이어트(Jane Wyatt)의 가장 성공적인 출연작으로 꼽힌다. 그녀는 배우 그레고리 팩과 함께 〈신사협정〉(Gentleman's Agreement)에 출연하였고, 《스타 트렉》을 비롯 티비 시리즈물에 나오는 등 다양한 배우활동을 하였다. 세 차례 에미상(best actress)을 수상하였다. 상원의원 조지프 매카시에 대한 노골적인 반대활동으로 배우경력에 타격을 입었다. 심지어는 당시 루스벨트 대통령의 부탁때문에 한 일이었는데도 제2차 세계대전 중에 볼쇼이 발레단(Bolshoi Ballet) 공연을 후원한 일이 문제가 되기도 했다. 결국 그녀는 고향과도 같은 뉴욕의 연극 무대로 돌아가서 한동안 시간을 보내야 했는데, 릴리언 헬먼의 《가을의 정원》(The Autumn Garden) 같은 작품에 출연하였다.
영화 〈잃어버린 지평선〉에 대해서는 "전쟁중이라서 그들은 평화주의적인 장면은 모두 삭제했어요. 도중에 하이라마(the High Lama)가 세계평화에 대해서 말하는 장면이 나오죠. 그건 모두 잘렸어요. 군인들이 나와서 '빵! 빵!' 하고 총 쏘는 장면을 더 원했거든요. 결국 그게 필름을 망쳐버렸어요." 라고 말한 적이 있다. 미국 상류계층 출신이다. 선조의 한 사람(Rufus King)이 미국 헌법의 서명자이며, 부친은 월스트리트의 투자은행가였다. 영부인 엘레노어 루스벨트의 먼 친척이기도 하다. 1910년 8월 12일 출생. 2006년 10월 20일 캘리포니아, 벨 에어(Bel-Air)의 자택에서 노환으로 사망하였다. 향년 96세.
- Lost Horizon (1973년), 찰스 자롯 감독 (뮤지컬)

## 같이 보기
- 무릉도원
- 할리우드 텐
- 할리우드 블랙리스트